# Vân môn hồng
Vân môn hồng, tên khoa học Zantedeschia rehmannii, là một loài thực vật có hoa trong họ Ráy (Araceae). Loài này được (L.) Spreng. miêu tả khoa học đầu tiên năm 1826.

## Hình ảnh

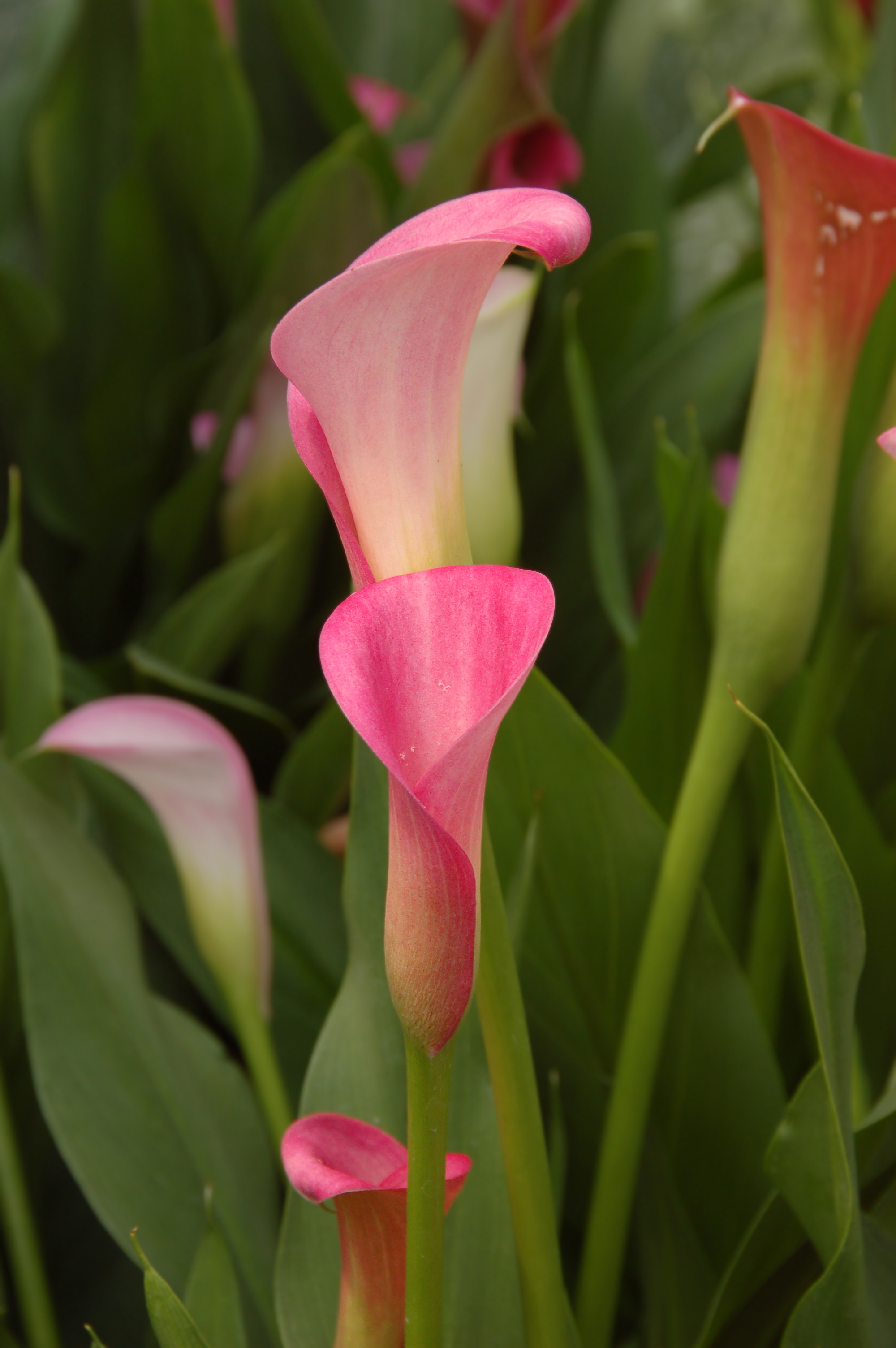
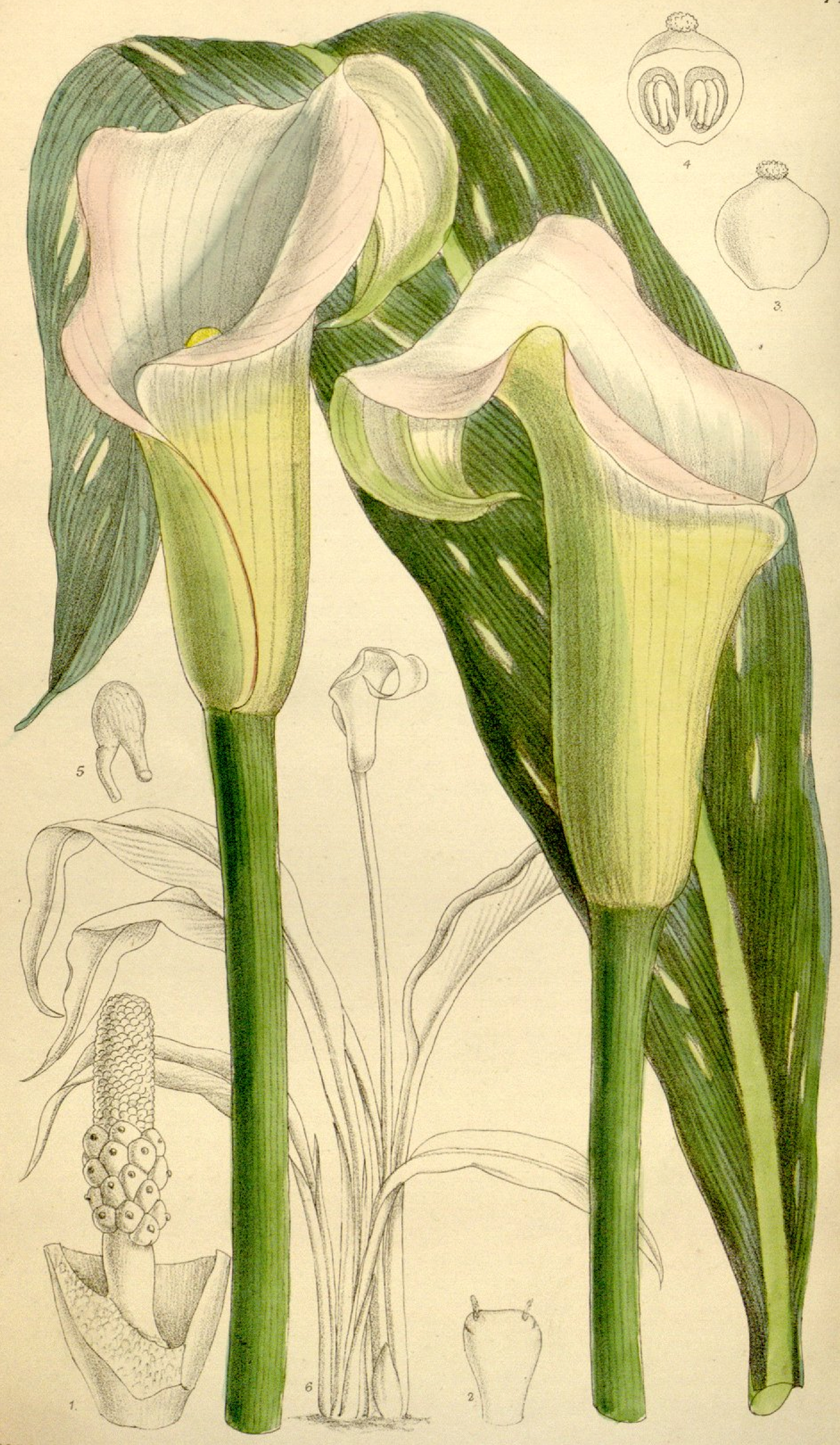